# Абсцес Броді
Абсцес Броді — одна із форм (підгостра, гостра хронічна, первинно-хронічна, деструктивна) гематогенного остеомієліту з локалізацією обмеженого вогнища запалення в епіметафізарних відділах довгих трубчастих кісток. Це рідкісне захворювання, яке зазвичай помилково приймають за пухлину кістки. Переважно уражається великогомілкова (48,6 %) та стегнова кістки (31,1 %).

## Історія
Вперше опис хвороби був зроблений у 1832 році сером Бенджаміном Броді  під час лекції, проведеної для Медичного та хірургічного товариства. Перший випадок, який він описав — це 24-річний чоловік, який пів життя страждав від нападів сильного болю, що виникав через кістковий набряк над правою щиколоткою. Оскільки жодне інше лікування не було успішним, було вирішено ампутувати уражену кінцівку. Дослідження ампутованого зразка показало скупчення гною розміром з волоський горіх. Саме тоді Броді висунув гіпотезу, що хірургічне втручання зі збереження кінцівки за допомогою трепанації кістки та дренування абсцесу має стати основою лікування. У доантибіотичну епоху це був єдиний доступний варіант лікування.
У літературі абсцес Броді називали хронічною формою остеомієліту; однак майже у всіх сучасних літературних джерелах абсцес Броді називають найпоширенішою підгострою формою остеомієліту.

## Етіологія
Збудниками є Staphylococcus aureus (30–60 %), Pseudomonas (5 %), Klebsiella (5 %), коагулазонегативний стафілокок (5 %). Однак 20 % мікробіологічних досліджень взагалі не виявляють збудника захворювання. Існує гіпотеза, що чутливість кісток до інфекційного збудника підвищується після забиття, внаслідок незначної попередньої травми без відкритих ран або перелому кістки.

## Симптоми
Абсцес Броді має підступний початок і переважно проявляється локальною болючістю, але без системних запальних ознак і симптомів.
Захворювання характеризується легким або помірним болем, який зазвичай описується пацієнтом як постійний біль; періодичними симптомами; непомітним початком; і часто тривалою затримкою між початком болю (найпоширенішим симптомом) та постановкою діагнозу. Зазвичай симптоми присутні протягом 2 тижнів або довше. Перебіг, як правило, характеризується незначною або відсутністю загальної симптоматики та відсутністю відомих попередніх гострих захворювань. Системна запальна реакція відсутня, а підтверджуючі лабораторні дані суперечливі.
Підгострий остеомієліт може імітувати різні доброякісні та злоякісні стани, що призводить до затримки діагностики та лікування.

## Діагностика
Підгострий остеомієліт важко діагностувати, оскільки характерні ознаки та симптоми гострої форми захворювання відсутні.

### Локалізація
Абсцес Броді зазвичай виникає на кінцях (метафізах) трубчастих кісток:
- проксимальний/дистальний метафіз великогомілкової кістки (найпоширеніший)
- стегнова кістка
- кістки зап'ястя та передплюсна

Рідко він може перетинати відкриту зону росту та поширюватися на епіфіз (у дітей та немовлят).

### Лабораторні дослідження
Маркери запалення (наприклад, СРБ, ШОЕ) часто нормальні.

### Візуалізація

#### Рентгенографія
Звичайна рентгенографія може виявити наступні ознаки характерні для абсцесу Броді:
- літичне ураження, часто овальної форми, орієнтоване вздовж довгої осі кістки;
- ураження оточене товстим щільним обідком реактивного склерозу, який непомітно переходить у навколишню кістку;
- прозорий звивистий канал, що простягається до зони росту до закриття метафізарної кістки (патогномонічний симптом);
- формування нової кістки періосту +/- набряк прилеглих м'яких тканин;
- процес може зберігатися протягом багатьох місяців;

#### Комп'ютерна томографія (КТ)
На комп'ютерній томографії можна виявити наступні ознаки:
- центральне інтрамедулярне гіподенсивне кістозне ураження з товстим обідком осифікації;
- велика товста, добре окреслена періостальна реакція та склероз кістки навколо ураження;

#### Магнітно-резонансна томографія (МРТ)
«Симптом півтіні» (англ. penumbra sign) на магнітно-резонансній (МРТ) томографії корисний для розрізнення підгострого остеомієліту від інших уражень кісток. Симптом півтіні являє собою обідок, що вистеляє порожнину абсцесу, з вищою інтенсивністю сигналу, ніж у основного абсцесу на Т1-зважених зображеннях, яка сильно та швидко посилюється після контрастування.

### Диференціальна діагностика
Інші захворювання можуть проявлятися подібно до абсцесу Броді та вимагати подальших досліджень, такі як остеоїд-остеома, гістіоцитоз клітин Лангерганса, хондрасаркома, еозинофільна гранульома або туберкульоз.
При диференціальній діагностиці підгострого остеомієліту слід враховувати такі ураження:
- Коли ураження діафізарне та пов'язане з періостальною реакцією типу «цибулеподібна шкірка», його можна сплутати із саркомою Юінга, гістіоцитозом клітин Лангерганса або, що набагато рідше, остеогенною саркомою.
- Коли ураження є епіфізарним, його можна сплутати з хондробластомою, грибковим остеомієлітом або туберкульозним остеомієлітом, або з аневризмальною кістою кістки, ерозіями пігментованого віллонодулярного синовіту (ПВНС), гігантоклітинною пухлиною або подагрою, залежно від віку пацієнта.
- Метафізарні ексцентричні ураження можна сплутати з більш поширеною неосифікуючою фібромою.

## Лікування
Лікування зазвичай потребує хірургічне дренування порожнини абсцесу, системну антибіотикотерапію та кісткову пластику у випадку великої порожнини абсцесу Броді.